# District de Celldömölk
Le district de Celldömölk (en hongrois : Celldömölki járás) est un des 7 districts du comitat de Vas en Hongrie. Il compte 24 787 habitants et rassemble 28 localités : 26 communes et 2 villes dont Celldömölk, son chef-lieu.
Cette entité existait déjà auparavant, d'abord sous le nom de Kiscelli járás. En 1903, la ville de Kiscell a fusionné avec Nemesdömölk, la nouvelle cité a donc pris le nom de Celldömölk et c'est pourquoi le district a également été renommé. Il a finalement disparu en 1978.

## Localités
- Boba
- Borgáta
- Celldömölk
- Csönge
- Duka
- Egyházashetye
- Jánosháza
- Karakó
- Keléd
- Kemeneskápolna
- Kemenesmagasi
- Kemenesmihályfa
- Kemenespálfa
- Kemenesszentmárton
- Kemenessömjén
- Kenyeri
- Kissomlyó
- Köcsk
- Mersevát
- Mesteri
- Nagysimonyi
- Nemeskeresztúr
- Nemeskocs
- Ostffyasszonyfa
- Pápoc
- Szergény
- Tokorcs
- Vönöck